# Kumiko Horie
Kumiko Horie –en japonés, 堀江 久美子, Horie Kumiko– (8 de septiembre de 1982) es una deportista japonesa que compitió en judo. Ganó una medalla de bronce en el Campeonato Asiático de Judo de 2007 en la categoría de –78 kg.

## Palmarés internacional
| Campeonato Asiático | Campeonato Asiático | Campeonato Asiático | Campeonato Asiático |
| Año                 | Lugar               | Medalla             | Categoría           |
| ------------------- | ------------------- | ------------------- | ------------------- |
| 2007                | Kuwait (Kuwait)     | Medalla de bronce   | –78 kg              |